# Solarpark Weesow-Willmersdorf
Der Solarpark Weesow-Willmersdorf ist eine von EnBW Energie Baden-Württemberg realisierte Photovoltaik-Freiflächenanlage in Werneuchen (Brandenburg). Der Solarpark war bei seiner Fertigstellung im Jahr 2020 mit 187 MW Nennleistung der größte Solarpark Deutschlands. Zugleich ist er einer der ersten Solarparks in Deutschland, der keine staatliche Förderung durch das Erneuerbare-Energien-Gesetz in Anspruch nimmt. Stattdessen soll das Projekt ausschließlich durch am freien Markt erzielte Erlöse refinanziert werden.
Möglich ist dies laut EnBW, weil die Kosten der Photovoltaik binnen eines Jahrzehnts um mehr als 80 Prozent fielen und eine lange Lebensdauer der Anlage angenommen werden kann. Im Oktober 2019 traf EnBW die endgültige Investitionsentscheidung. Als Kosten für das Projekt gibt das Unternehmen etwa 100 Mio. Euro an.
Zusammen mit den beiden etwas kleineren Solarparks Alttrebbin und Gottesgabe, die EnBW ebenfalls ohne staatliche Förderung 2021 in Nachbargemeinden realisierte, entstand ein Solarkomplex mit einer Leistung von rund 500 MWp, der rechnerisch 130.000 Haushalte mit elektrischer Energie versorgen soll. Insgesamt ging EnBW für den Bau der drei Anlagen von einer Investitionssumme in Höhe von ca. 250 Mio. Euro aus. Beide Anlagen begannen Anfang 2022 mit der Stromeinspeisung.

## Geschichte und Technik
Ursprünglich entwickelt wurde das Projekt zunächst vom Cottbuser Unternehmen Procon Solar GmbH, Mitte 2018 wurde es durch EnBW übernommen. Baubeginn der Anlage, die 40 Jahre lang Energie liefern soll, war im März 2020. Die teilweise Inbetriebnahme fand im November 2020 statt.
Insgesamt wurden auf einer Fläche von 164 Hektar in den Ortsteilen Weesow und Willmersdorf rund 465.000 Solarmodule installiert. Das prognostizierte jährliche Regelarbeitsvermögen liegt bei 187 GWh. Dies entspricht dem Jahresstrombedarf von etwa 50.000 Haushalten. Damit sollen pro Jahr etwa 129.000 Tonnen des klimaschädlichen Treibhausgases Kohlendioxid eingespart werden.
Die gesamte Fläche des Solarparks wurde zudem so gestaltet, dass unter den Modulen artenreiches Grünland entstand. Zusätzlich wurden 45 Hektar weitere Fläche genutzt für Pflanzungen von Bäumen und ca. 16.000 Sträucher sowie für öffentliche Wege, auf denen sich Spaziergänger und Reiter durch den Solarpark bewegen können.
Ende November 2020 wurde der erste Teil der Anlage in Betrieb genommen. Die vollständige technische Inbetriebnahme erfolgte Anfang des Jahres 2021. Die offizielle Inbetriebnahme erfolgte aufgrund der COVID-19-Pandemie allerdings erst am 12. November 2021 und damit ein Jahr nach Fertigstellung.

## Netzanbindung
Eingespeist wird die produzierte Energie über zwei Erdkabel mit einer Länge von rund 4 bzw. 7 Kilometer in zwei extra für den Solarpark errichtete Umspannwerke. Zuständig für die Netzanbindung auf 110-kV-Hochspannungsebene ist der regionale Netzbetreiber E.DIS Netz.

## Bebauungsplan

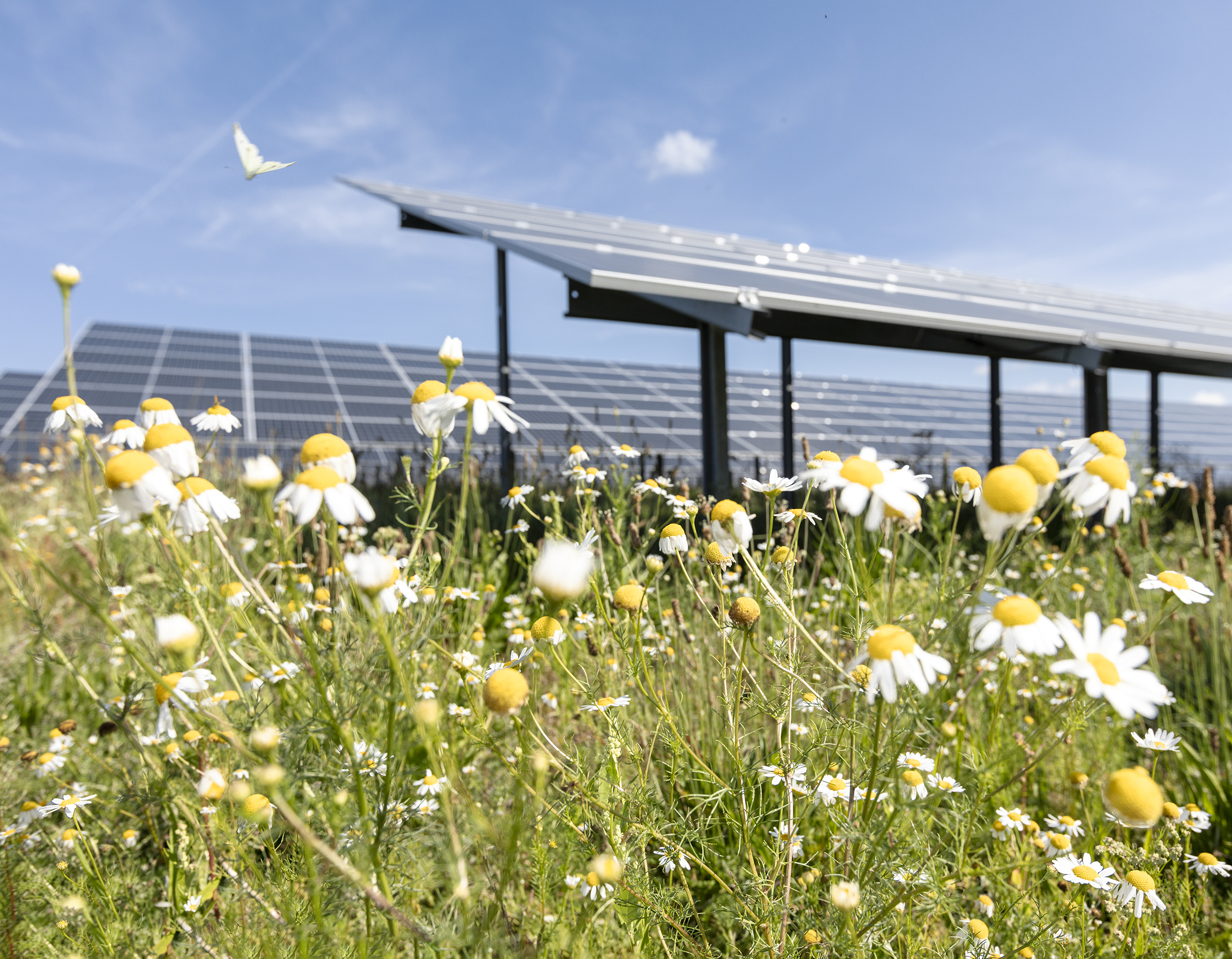
Blühwiese unter den Solarmodulen

Mit dem Bebauungsplan Energiepark Weesow-Willmersdorf sind auf den Flächen Nutzungsvorgaben und ein Maßnahmenkonzept zum Schutz, zur Pflege und zur Entwicklung von Natur und Landschaft festgesetzt worden.

### Nutzungsvorgaben
- Zulässigkeit des Betriebs der Solaranlagen bis Ende 2061
- Begrenzung der Versiegelung auf 5 Prozent der Fläche
- Die Flächen unterhalb der Module sind von Ackerlandflächen in Grünlandflächen umzuwandeln und mit einer Kräuter-Grasmischung aus einheimischen standortgerechten Arten anzusäen
- Die Grünlandflächen sind durch Schnitt zu pflegen
- Auf den Flächen dürfen weder Herbizide noch Pestizide ausgebracht werden
- Die Anlage von Wegen ist nur in wasser- und luftdurchlässigem Aufbau herzustellen

### Maßnahmenkonzept
- Pflanzung von Strauchhecken aus gebietsheimischen Strauch- und Laubbaumarten (Feldahorn, Bergahorn, Gewöhnliche Traubenkirsche, Traubeneiche, Stieleiche, Eberesche, Hainbuche, Roter Hartriegel, Gemeine Hasel, Zweigriffliger Weißdorn, Eingriffliger Weißdorn, Gewöhnlicher Spindelstrauch, Faulbaum, Schlehe, Kreuzdorn, Hunds-Rose, Hecken-Rose, Wein-Rose, Schwarzer Holunder, Elsbeere, Gewöhnlicher Schneeball)
- Anlage von Benjeshecken mit gebietsheimischem Gehölzschnitt
- Anlage von Trittsteinbiotopen
- Pflanzung von Stieleichen
- Pflanzung von Obstbäumen regionaltypischer Obstsorten (Holzapfel, Wildbirne)
- Entwicklung von artenreichem Extensivgrünland
- Sukzession

## Weesower Luch
Im Süden grenzt die Solarpark-Fläche an das Naturschutz- und FFH-Gebiet Weesower Luch. Dieses Luch kennzeichnet die Lebensraumtypen Magere Flachland-Mähwiesen und Natürliche eutrophe Seen mit einer Vegetation des Magnopotamions oder Hydrocharitions. Geschützt werden die Anhang-II-Arten: Rotbauchunke, Nördlicher Kammmolch und Großer Feuerfalter.